# 1097
1098 (MXCVII) var ett normalår som började en torsdag i den julianska kalendern.

## Händelser

### Okänt datum
- Byggandet av Westminster Hall påbörjas.
- Donald III blir avsatt som kung av Skottland av sin brorson Edgar, som hävdar sin far Malkolm III:s och halvbror Duncan II:s rätt till tronen.
- Första korståget når Konstantinopel.
- Korsfarare belägrar Nicaea, vinner slaget vid Dorylaeum och erövrar Latakia från seldjukerna, samt påbörjar belägringen av Antioch.
- Konya blir huvudstad i det seldjukiska riket Rüm.

## Födda
- Lucius III, född Ubaldo Allucingoli, påve 1181–1185
- Stefan av Blois, kung av England 1135–1154 (född omkring detta år, 1092 eller 1096)
- Gwenllian ferch Gruffydd, walesisk furstinna och upprorsledare.

## Avlidna
- Odo av Bayeux, biskop och Vilhelm Erövrarens halvbror
- Marpa Lotsawa, tibetansk buddhistisk lärare